# Берберо-гуанчские языки
Берберо-гуанчские языки (берберо-канарские языки, ливийскогуанчские языки) — одна из семей в составе афразийской макросемьи. Включает предположительно берберскую и гуанчскую подсемьи. Однако последняя может оказаться одной из ветвей первой.
Берберо-гуанчские языки имеют ряд сепаратных морфологических изоглосс с семитскими языками и множество лексических изоглосс с чадскими языками.